# Косминка
Косми́нка (рос. Космынка) — присілок у складі Дмитровського міського округу Московської області, Росія.

## Населення
Населення — 8 осіб (2010; 14 у 2002).
Національний склад (станом на 2002 рік):
- росіяни — 100 %